# Videojuego de combate en vehículos

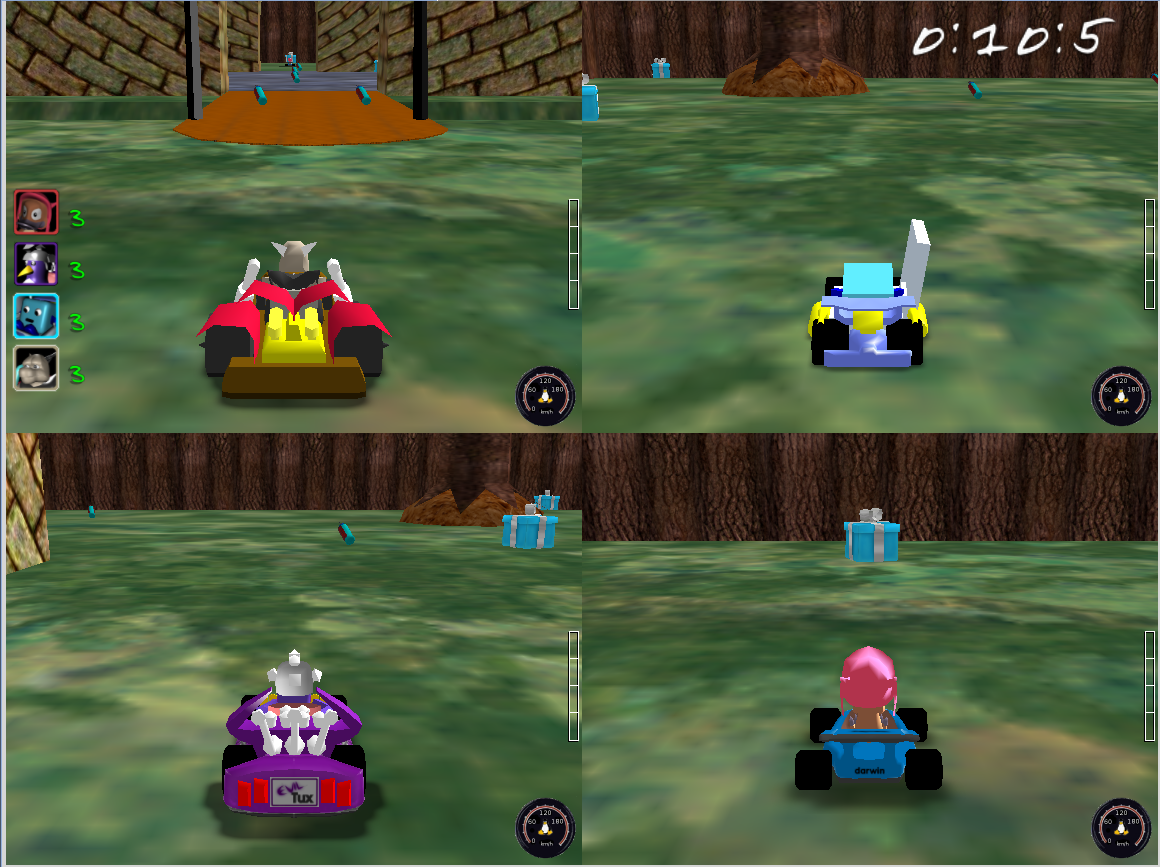
SuperTuxKart, un videojuego de este género.

Los videojuegos de combate en vehículos (o combate vehicular) son videojuegos donde los objetivos principales de la jugabilidad incluyen vehículos armados con armas tales como ametralladoras, láseres, misiles, lanzamisiles, motosierras, lanzallamas, cócteles molotov, bombas de tubo, granadas de mano y otras armas improvisadas, que intentan destruir vehículos controlados por la CPU o por jugadores contrarios. El género normalmente presenta una variedad de diferentes vehículos disponibles para jugar, cada uno con sus propias fortalezas, debilidades y habilidades especiales de ataque. Los jugadores también pueden desbloquear vehículos ocultos al completar ciertas tareas en el juego. Tradicionalmente, los videojuegos de combate vehicular se centran en la acción de ritmo rápido dentro del vehículo, raras veces, si es que alguna vez, se le conceden elementos de rol u otros elementos. Los videojuegos pueden incluir temas de carreras, pero generalmente son secundarios a la acción.

## Jugabilidad
Los videojuegos de combate vehicular normalmente siguen un simple patrón; el jugador debe derrotar a un número creciente de enemigos cada vez más hábiles,  en campos de batalla a menudo cada vez más complejos, antes de enfrentarse con un jefe final. Estos videojuegos difieren de los videojuegos de carreras tradicionales tanto en el aspecto de combate como en la falta general de cualquier camino fijo que los jugadores puedan recorrer; en su lugar, se le permite explorar cada nivel a su gusto. La complejidad y la estrategia requeridas para completar los videojuegos varían, desde el mantenimiento de los recursos y las tramas intensas basadas en la historia de la serie Interstate '76 hasta los enfrentamientos directos como en WWE Crush Hour. A menudo, la trama principal implicará un concurso o competencia de algún tipo, animando a los diversos personajes a pelear y destruirse unos a otros para obtener una recompensa. El videojuego Twisted Metal ha sido denominado como el primer videojuego de combate vehicular "verdadero", sin gráficos caricaturescos como se ve en los videojuegos de carreras de karts.

## Subgéneros

### Combate de automóviles
| Año                    | Nombre                         | Plataformas                                                                           | Estilo                                    |
| ---------------------- | ------------------------------ | ------------------------------------------------------------------------------------- | ----------------------------------------- |
| 2005                   | 187 Ride or Die                | PS2, Xbox                                                                             |                                           |
| 2006                   | Auto Assault                   | Windows                                                                               | Vista en tercera persona, MMO             |
| 2011                   | Armageddon Riders              | Windows, PS3                                                                          |                                           |
| 2011                   | Post Apocalyptic Mayhem        | Windows                                                                               |                                           |
| 1985                   | Autoduel                       |                                                                                       |                                           |
| 2016                   | Auto Warriors                  | iOS                                                                                   | Basado en turnos                          |
| 2002                   | Bandits: Phoenix Rising        |                                                                                       | Post-apocalyptic                          |
| 2015                   | Batman: Arkham Knight          | Windows, Xbox One, PlayStation 4                                                      | Acción-aventura                           |
| 2010                   | Blood Drive                    | PS3, Xbox 360                                                                         |                                           |
| 1999                   | Beetle Adventure Racing        | Nintendo 64                                                                           |                                           |
| 2010                   | Blur                           | Windows, PS3, XB360                                                                   |                                           |
| 2001                   | Serie Burnout                  |                                                                                       | Carreras arcade                           |
| 1997, 1998, 2000, 2014 | Serie Carmageddon              | MS-DOS, Windows, Mac, PS1, N64, GBA, iOS, Android                                     | Mundo abierto, violencia gráfica          |
| 1988                   | Chase H.Q.                     | Arcade                                                                                |                                           |
| 2005                   | Crash Tag Team Racing          |                                                                                       |                                           |
| 2001, 2002             | Cel Damage                     | GameCube, Xbox, PS2                                                                   | Cartoon                                   |
| 2002                   | Command & Conquer: Renegade    |                                                                                       |                                           |
| 1993                   | Crash 'n Burn                  | 3DO                                                                                   |                                           |
| 2006                   | Crashday                       |                                                                                       |                                           |
| 2007                   | Darkwind: War on Wheels        |                                                                                       |                                           |
| 1976, 1990             | Death Race                     | Arcade                                                                                |                                           |
| 1996, 2009, 2012       | Death Rally                    | DOS, iOS, Android                                                                     | Vista de arriba hacia abajo, arcade       |
| 1989                   | Deathtrack                     |                                                                                       |                                           |
| 1995, 96               | Serie Destruction Derby        | DOS, PS1, Sega Saturn, N64                                                            |                                           |
| 2012                   | Dirt: Showdown                 | Microsoft Windows, OS X, PlayStation 3, Xbox 360                                      |                                           |
| 2012                   | Final Run                      | iOS                                                                                   |                                           |
| 2005                   | Fired Up                       |                                                                                       |                                           |
| 2004, 2006, 2007       | Serie FlatOut                  | Windows, Xbox, XB360, PS2, PSP, Wii                                                   |                                           |
| 2006                   | Full Auto                      | XB360                                                                                 |                                           |
| 2006, 2007             | Full Auto 2: Battlelines       | PS3, PSP                                                                              |                                           |
| 2012                   | Gas Guzzlers Extreme           | Windows                                                                               |                                           |
| 2015                   | GRIP (videojuego)              | Windows                                                                               | Inspirado en la serie de Rollcage         |
| 2006                   | Hard Truck Apocalypse          |                                                                                       | Posapocalíptico                           |
| 2016                   | Hardware: Rivals               | PS4                                                                                   |                                           |
| 2007                   | Hot Wheels: Beat That!         | PS2, X360, PC                                                                         |                                           |
| 2009                   | Hot Wheels Battle Force 5      | Wii, NDS                                                                              |                                           |
| 1997                   | Interstate '76                 |                                                                                       |                                           |
| 1999                   | Interstate '82                 |                                                                                       |                                           |
| 2005                   | Jak X: Combat Racing           | PS2,PS4                                                                               |                                           |
| 1989, 1990             | Knight Rider                   | NES                                                                                   |                                           |
| 1999                   | Lego Racers                    |                                                                                       |                                           |
| 2001, 2002             | Lego Racers 2                  |                                                                                       |                                           |
| 2012                   | LittleBigPlanet Karting        | PS3                                                                                   |                                           |
| 1992                   | Lucky & Wild                   |                                                                                       |                                           |
| 2015                   | Mad Max                        | Windows, Xbox One, PlayStation 4                                                      | Posapocalíptico                           |
| 1999                   | Mad Trax                       | Microsoft Windows                                                                     |                                           |
| 1992–2017              | Mario Kart                     | SNES, N64, GBA, NGC, DS, Wii, 3DS, Wii U, Arcade, Switch                              | Vista en tercera persona                  |
| 2004                   | Serie Mashed                   |                                                                                       |                                           |
| 1994                   | MegaRace                       |                                                                                       |                                           |
| 1996                   | MegaRace 2                     |                                                                                       |                                           |
| 2002                   | MegaRace 3                     |                                                                                       |                                           |
| 2010                   | ModNation Racers               | PS3, PSP                                                                              | Cartoon                                   |
| 2001                   | Motor Mayhem                   |                                                                                       |                                           |
| 2000                   | NASCAR Heat                    | PS                                                                                    |                                           |
| 1996                   | Necrodome                      |                                                                                       |                                           |
| 2010                   | Need for Speed: Hot Pursuit    | Windows, PS3, Wii, XB360, iOS, Android, webOS, Windows Phone, Java ME                 |                                           |
| 2013                   | Need for Speed: Rivals         | Windows, PS3, XB360, XBOne, PS4                                                       |                                           |
| 2006                   | Novadrome                      |                                                                                       |                                           |
| 1992, 1993             | Outlander                      | Sega Genesis, SNES                                                                    |                                           |
| 2017                   | PAKO 2                         | Windows, MacOS                                                                        |                                           |
| 2005, 2006             | Pursuit Force                  | PSP                                                                                   |                                           |
| 2007, 2008             | Pursuit Force: Extreme Justice | PSP                                                                                   |                                           |
| 1994                   | Quarantine                     | 3DO Interactive Multiplayer, Sega Saturn, PlayStation, MS-DOS, DOS, IBM PC compatible |                                           |
| 2011                   | Rage                           | Windows, PS3, XB360, MacOS                                                            | Videojuego de disparos en primera persona |
| 1999, 2000             | Red Dog                        | Dreamcast                                                                             |                                           |
| 1999                   | Redline                        |                                                                                       |                                           |
| 1999                   | Re-Volt                        |                                                                                       | RC cars                                   |
| 2012                   | Ridge Racer Unbounded          | PlayStation 3, Xbox 360, PC                                                           |                                           |
| 1998                   | Red Asphalt                    |                                                                                       | Secuela de Rock N' roll Racing            |
| 1999                   | Rollcage                       | Windows, PlayStation                                                                  |                                           |
| 2000                   | Rollcage Stage II              | Windows, PlayStation                                                                  |                                           |
| 1987                   | RoadBlasters                   | Arcade                                                                                |                                           |
| 2003                   | RoadKill                       | PlayStation 2, Xbox, Nintendo GameCube                                                |                                           |
| 1993                   | Rock N' Roll Racing            | Super Nintendo, Mega Drive, Game Boy Advance, Windows                                 |                                           |
| 1998                   | Rogue Trip: Vacation 2012      |                                                                                       |                                           |
| 1998                   | S.C.A.R.S                      |                                                                                       |                                           |
| 2015                   | Scraps: Modular Vehicle Combat | Windows, MacOS, Linux                                                                 | Vehículos personalizados                  |
| 1999, 2000             | San Francisco Rush 2049        | Arcade, N64, Game Boy Color, Dreamcast                                                |                                           |
| 2010                   | Split Second: Velocity         | Windows, PS3, XB360, iOS, Java ME, PSP                                                |                                           |
| 1983                   | Serie Spy Hunter               | Arcade                                                                                |                                           |
| 2003                   | Starsky & Hutch                |                                                                                       |                                           |
| 2016                   | Switchcars                     |                                                                                       |                                           |
| 2007                   | Swypeout                       |                                                                                       |                                           |
| 1997                   | Streets of SimCity             |                                                                                       |                                           |
| 1986                   | Turbo Esprit                   | ZX Spectrum, Amstrad CPC, Commodore 64                                                |                                           |
| 1999                   | Toy Commander                  |                                                                                       |                                           |
| 1995–2012              | Twisted Metal                  | PlayStation, PlayStation 2, PlayStation 3, PlayStation Portable                       |                                           |
| 1999                   | Vigilante 8: Second Offense    | PlayStation, Dreamcast, Nintendo 64                                                   |                                           |
| 1998                   | Vigilante 8                    | PlayStation, Nintendo 64                                                              |                                           |
| 2007                   | Vigilante 8 Arcade             |                                                                                       |                                           |
| 2000                   | Grudge Warriors                | PS1                                                                                   |                                           |
| 2003                   | WWE Crush Hour                 |                                                                                       |                                           |
| 2009                   | Wheelman                       | Windows, PS3, XB360                                                                   |                                           |
| 2009                   | Zombie Driver                  | Windows, PS3, XB360, Android                                                          |                                           |

### Combate futurístico
- Battle Cars
- DethKarz
- Serie F-Zero
- Serie Wipeout

### Combate de aeronaves
- Serie Ace Combat
- Altitude
- M.A.C.H.
- Mach Storm
- Microsoft Flight Simulator
- SkyDrift

### Combate de barcos y submarinos
- Serie AquaNox
- Blood Wake
- Critical Depth
- Dead in the Water
- Serie Silent Hunter
- Tiger Shark
- Silent Service y Silent Service II
- Serie Wave Race
- Serie PT Boats de Akella

### Combate de tanques
- Alien Front Online
- Arcticfox
- Serie BattleTanx
- Battlezone y Battlezone II: Combat Commander
- BZFlag
- Combat
- Cyber Sled
- Iron Warriors: T-72 Tank Commander
- M1 Tank Platoon
- M1 Tank Platoon II
- Metal Drift
- Serie Metal Max (con elementos de un videojuego de rol)
- Nova 9
- Panzer Front
- Panzer Elite
- Red Orchestra: Ostfront 41-45
- Recoil
- Spectre VR
- Steel Armor: Blaze of War
- Steel Beasts
- Steel Fury
- Stellar 7
- Tanarus
- Tank Universal
- Tank! Tank! Tank!
- Team Yankee
- Tiny Tank: Up Your Arsenal
- Tread Marks
- War Thunder
- Wild Metal
- World of Tanks
- World War II Online

### Combate de motocicletas
- Cycle Warriors[10]
- Serie Extreme-G
- G-Bike (Final Fantasy VII)
- Mach Rider
- Mad Crasher
- Road Rage
- Serie Road Rash[4]
- Road Redemption[11]
- Seicross
- Serie Grand Theft Auto

### Combate de vehículos espaciales
- Astron Belt
- Serie Colony Wars
- Descent
- EVE Online
- Serie Freespace
- Freelancer
- Lunar Rescue
- Moon Patrol
- Project Sylpheed
- Space Encounters
- Space Seeker
- Star Citizen
- Star Trek: Strategic Operations Simulator
- Star Wars: Demolition
- Star Wars: X-Wing
- Serie Star Wars: Rebel Assault
- Serie Star Wars: Starfighter
- Tac/Scan
- X
- Starlancer
- Star Trek: Bridge Commander
- Franquicia de Wing Commander

### Multi-vehicular
(Lista de videojuegos en los cuales los jugadores usan más de un vehículo durante la partida)
- Serie ArmA: Armed Assault
- Serie Battlefield
- Serie Borderlands
- Battlestations: Pacific (2009)
- Command & Conquer: Renegade (2002)
- Darkwind: War on Wheels (2007)
- Enemy Territory: Quake Wars (2007)
- Extreme Assault (1997)
- Serie Grand Theft Auto
- Serie Halo
- Homefront (2011)
- Banjo-Kazooie: Nuts & Bolts (2008)
- Jeff Wayne's The War of the Worlds (1999)
- Serie Operation Flashpoint
- Serie Planetside
- Serie Red Faction
- Serie Saints Row
- Switchcars (2016)
- Serie Tribes
- Unreal Tournament 2004 (2004)
- Unreal Tournament 3 (2007)
- Scarface (2006)
- War Thunder (2013)

### Combate de mecha
Este subgénero de combate vehicular incluye robots mecánicos, o mecha, como vehículo de combate. En la mayoría de los videojuegos, puede ser jugado tanto en primera persona como en tercera persona. Otros videojuegos basados en series de anime populares como la serie Gundam, Robotech y Evangelion. También hay videojuegos con la temática mecha en RPG, como las series Xenosaga y Front Mission.
- Serie Another Century's Episode
- Serie Armored Core
- Serie Assault Suits
- Battle Engine Aquila
- Battle Clash/Metal Combat: Falcon's Revenge
- Border Break
- Serie Custom Robo
- Chromehounds
- Cruise Chaser Blassty
- Cyberbots: Full Metal Madness
- Cybernator
- Earthsiege
- Videojuegos de Eureka Seven
- Exteel
- Serie Front Mission
- Ghen War
- Ghost in the Shell
- G-Nome
- Serie Gungriffon
- Gun Metal
- Hawken
- Heavy Gear
- Little Battlers Experience
- Bangai-O
- Videojuegos de Immortal Grand Prix
- Kagirinaki Tatakai
- Videojuegos de The Super Dimension Fortress Macross
- MechAssault
- Serie MechWarrior
- MechCommander
- Metal Fatigue
- Metal Head
- Metal Marines
- Metal Storm
- Metal Warriors
- Videojuegos de Gundam
  - Mobile Suit Gundam: Last Shooting
  - Mobile Suit Z Gundam: Hot Scramble
- Videojuegos de Neon Genesis Evangelion
- One Must Fall: 2097
- Patlabor
- Perpetuum
- Phantom Crash
- Robocraft
- Robot Alchemic Drive
- Videojuegos de Robotech
- Senko no Ronde
- Slave Zero
- Shattered Steel
- Shogo: Mobile Armor Division
- Star Cruiser
- Starsiege
- Steambot Chronicles
- Steel Battalion
- Steel Battalion: Line of Contact
- Serie Super Robot Wars
- Tail Concerto
- Titanfall
- Serie Thexder
- Videojuegos de Transformers
- Vanguard Bandits
- Vastar
- Virtual On
- Wibarm
- Xenogears
  - Serie Xenosaga
- Serie de Zone of the Enders

## Carreras de kart con modos de batallas
Los modos de batalla para los videojuegos de carreras de karts son batallas deathmatch influenciadas por los personajes, karts y armas que se usan en el modo. Las series Mario Kart y Crash Team Racing demuestran este tipo de modo en sus títulos.

### SerieMario Kart
- Super Mario Kart
- Mario Kart 64
- Mario Kart: Super Circuit
- Mario Kart: Double Dash
- Mario Kart DS
- Mario Kart Wii
- Mario Kart 7
- Mario Kart 8
- Mario Kart 8 Deluxe
- Mario Kart Tour
- Mario Kart World

### Serie "kart" deCrash
- Crash Team Racing
- Crash Nitro Kart
- Crash Tag Team Racing
- Crash Nitro Kart 2
- Crash Bandicoot Nitro Kart 3D
- Crash Bandicoot Nitro Kart 2
- Crash Team Racing Nitro Fueled

### Otros videojuegos de karts con modos batalla
- Cartoon Network Racing
- Nicktoons Racing
- El Chavo Kart
- Sonic & All-Stars Racing Transformed
- Sonic & Sega All-Stars Racing
- Team Sonic Racing
- Vigilante 8
- Vigilante 8: 2nd Offense
- Vigilante 8 Arcade
- Mortal Kombat Armageddon (sólo el minijuego Motor Kombat)
- Angry Birds Go!
- Smurf Racer
- Cel Damage
- Charinko Hero
- Cocoto Kart Racer
- Diddy Kong Racing
- Diddy Kong Racing DS
- Freaky Flyers
- LittleBigPlanet Karting
- Looney Tunes: Space Race
- Muppet RaceMania
- R.C. Pro-Am
- Speed Punks
- Videojuegos de Los autos locos
- Wacky Wheels